# Hora Internet

Logotipo del Swatch Internet Time.

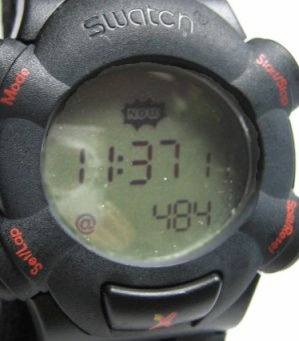
Un reloj Swatch que muestra el tiempo .beat en la parte inferior de la pantalla.

Hora Internet (BMT).

La hora Internet —llamada también Swatch Internet Time o Biel Mean Time (BMT)— fue un concepto inventado por la empresa de relojes Swatch (situada en Biel, Suiza) en 1998 como una estrategia de mercado, representando una manera universal totalmente nueva de medir el tiempo. Su unidad de tiempo es el beat (‘pulso’, en idioma inglés).

## El beat
La empresa Swatch dividió el día en 1000 unidades llamadas beats. Un beat equivale a un minuto y 26,4 segundos. Es decir, las 12 horas del día, en el viejo sistema, equivalen a @500 (500 beats).
La idea clave estriba en que esta hora es universal, esto es, no depende de la zona horaria en la que esté situada la persona. Así, las @500 es el mismo instante en España, Argentina o Nueva York, aunque las horas locales serán diferentes (13:00, 8:00 y 7:00 horas, respectivamente, en verano). De esta manera, si varias personas quieren citarse por Internet, pueden hacerlo especificando una hora BMT, la cual será independiente de su localización física. Esto evita los tediosos cálculos de diferencias horarias.

## Meridiano
Swatch no sólo ha creado una nueva forma de medir el tiempo, también ha creado un nuevo meridiano: el meridiano de Biel, Suiza, sede de Swatch. El Biel Mean Time (BMT) es la frecuencia universal para la Hora Internet. Un día en hora Internet comienza a los @000, a la medianoche CET (horario centroeuropeo de invierno). El meridiano BMT se inauguró el 23 de octubre de 1998.

## Subunidades y ejemplos de conversión
La hora Internet se puede dividir en subunidades:
| deci-beats :  | 1 h 39 min 56,16    | s ≤ 69,4   | beats < 1 h 40 min 4,80    | s, con una precisión de 8,64    | segundos, |
| centi-beats : | 1 h 39 min 59,616   | s ≤ 69,44  | beats < 1 h 40 min 0,480   | s, con una precisión de 0,864   | segundos, |
| mili-beats :  | 1 h 39 min 59,961 6 | s ≤ 69,444 | beats < 1 h 40 min 0,048 0 | s, con una precisión de 0,086 4 | segundos. |
| Valor de 1 beat en el sistema actual | Valor de 1 beat en el sistema actual | Valor de 1 beat en el sistema actual |
| ------------------------------------ | ------------------------------------ | ------------------------------------ |
| 0                                    | ,001                                 | día                                  |
| 0                                    | ,024                                 | hora                                 |
| 1                                    | ,44                                  | minuto                               |
| 86                                   | ,4                                   | segundos                             |

| Sistema común | Sistema común | Sistema común | Conversión en beats | Conversión en beats | Conversión en beats | Conversión en beats |
| ------------- | ------------- | ------------- | ------------------- | ------------------- | ------------------- | ------------------- |
|               | 1 día         |               |                     | 1 000               |                     |                     |
|               | 1 hora        |               |                     | 41                  | ,666 6...           |                     |
|               | 1 minuto      |               |                     | 0                   | ,694 4...           |                     |
|               | 1 segundo     |               |                     | 0                   | ,011 57...          |                     |

## Polémica
Aunque la empresa Swatch asegura que su sistema es único e inmejorable y que facilita la forma en que se maneja el tiempo en Internet, existe polémica con referencia a su uso, considerando como principio que fue inventada por la empresa suiza de relojes Swatch, en 1998 como una estrategia de mercado y que cuenta con el respaldo de Nicolas Negroponte, dado que se puso en marcha en el Media Labs del MIT.
Algunas críticas que se le hacen a este sistema es que:
- No es un sistema normalizado de medición del tiempo.
- No se fundamenta en una base científica.
- Establece el punto del Meridiano de Biel (ciudad sede de la fábrica de relojes) como referencia.
- No reconoce el manejo de husos horarios.

A pesar de los esfuerzos por compenetrar al mercado con esa idea, dicho proyecto tiene poco uso ya que las empresas prefieren seguir normativas probadas y funcionales que meros experimentos. El tiempo universal coordinado (UTC) es, hoy por hoy, la única norma de tiempo que rige mundialmente. Para saber más se puede consultar la norma ISO 8601.